# Franz Rothermel

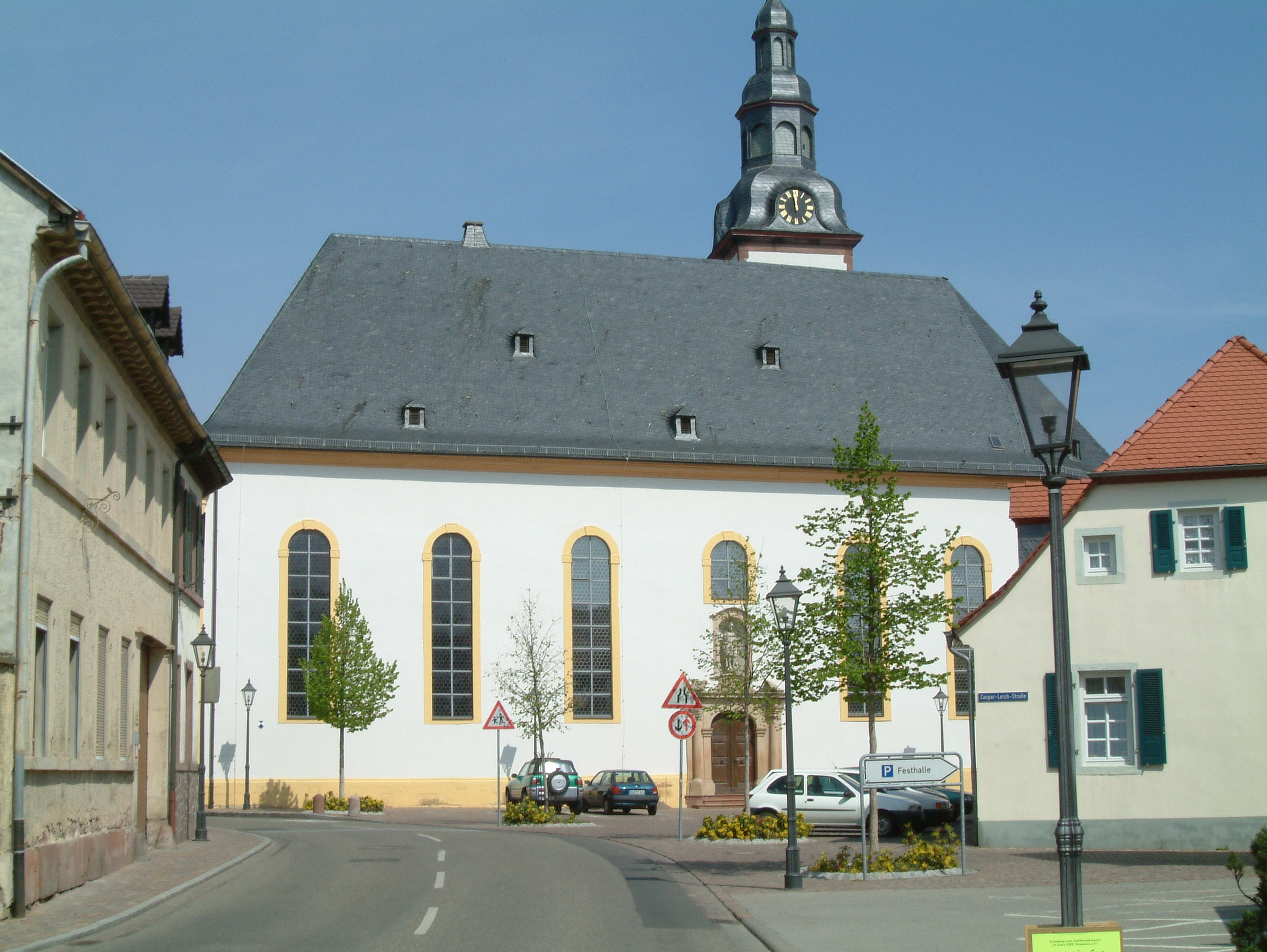
Laurentiuskirche, Südansicht

Franz Rothermel (* 1690/91 im Fürststift Kempten; † 1759 in Dirmstein) war ein Bauunternehmer, der im Zusammenhang mit der Errichtung von Gebäuden im Barock- und Rokokostil Eingang in das Gemeindearchiv und die Ortschronik von Dirmstein (s. Literatur) gefunden hat.

## Familie
Rothermel heiratete am 2. Februar 1723 die Tochter des Baumeisters Balthasar Nick (1678–1749) und dessen Ehefrau Katharina geb. König (~1680–1749), Anna Christina Nick. Diese verstarb nach 25 Jahren Ehe am 2. April 1748 und wurde auf dem Alten Friedhof beigesetzt, wo ihr Grabstein erhalten ist.
Rothermels Urenkelin Anna Margaretha heiratete 1806 in Dirmstein Ludwig Bihn und wurde die Mutter des katholischen Priesters Joseph Bihn (1822–1893), der 1867 in Tiffin (Ohio, USA) den Schwesternorden der „Franziskanerinnen von Tiffin“ gründete.

## Werke

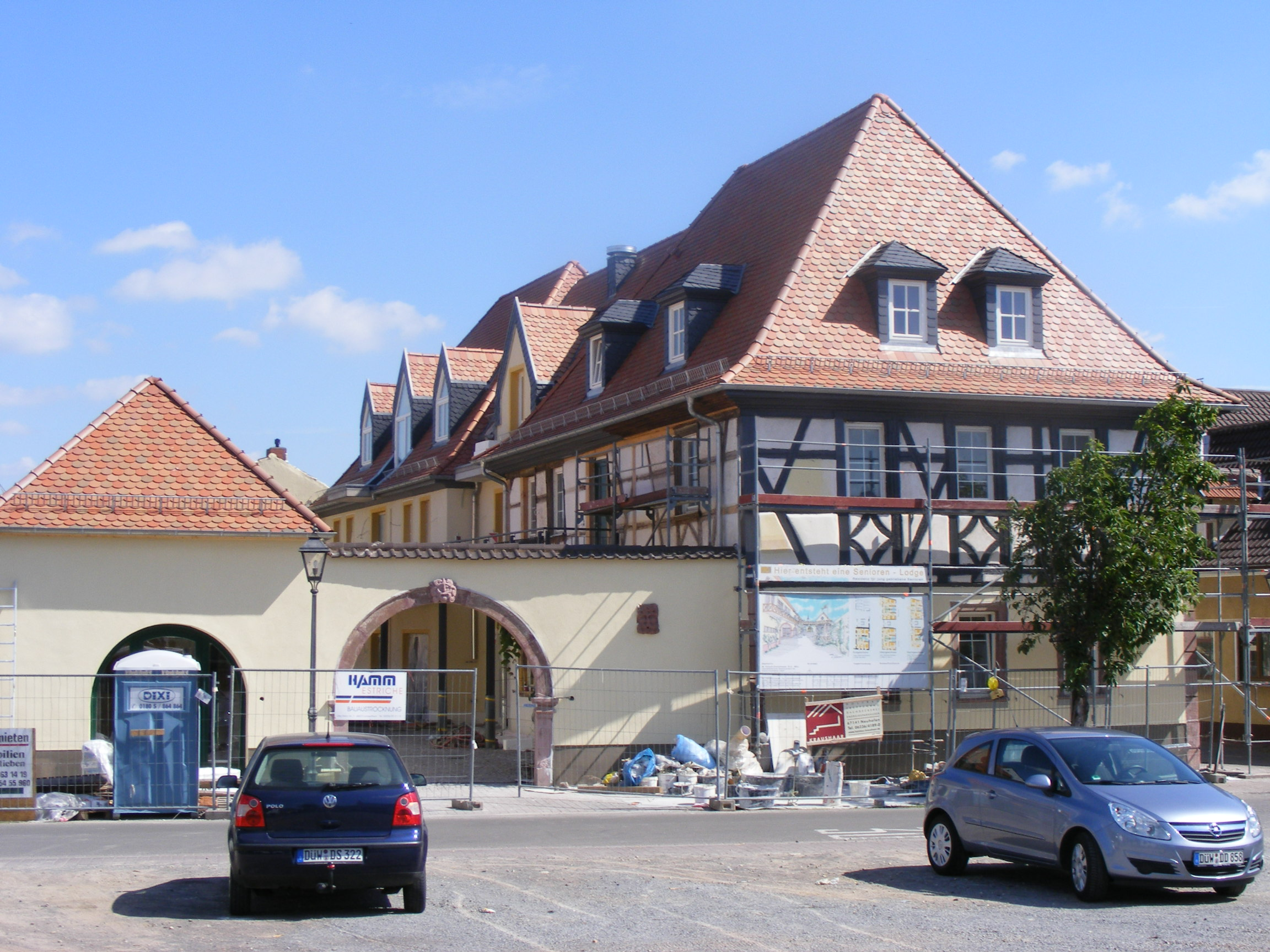
Franz Rothermels Haus nördlich des Schlossplatzes

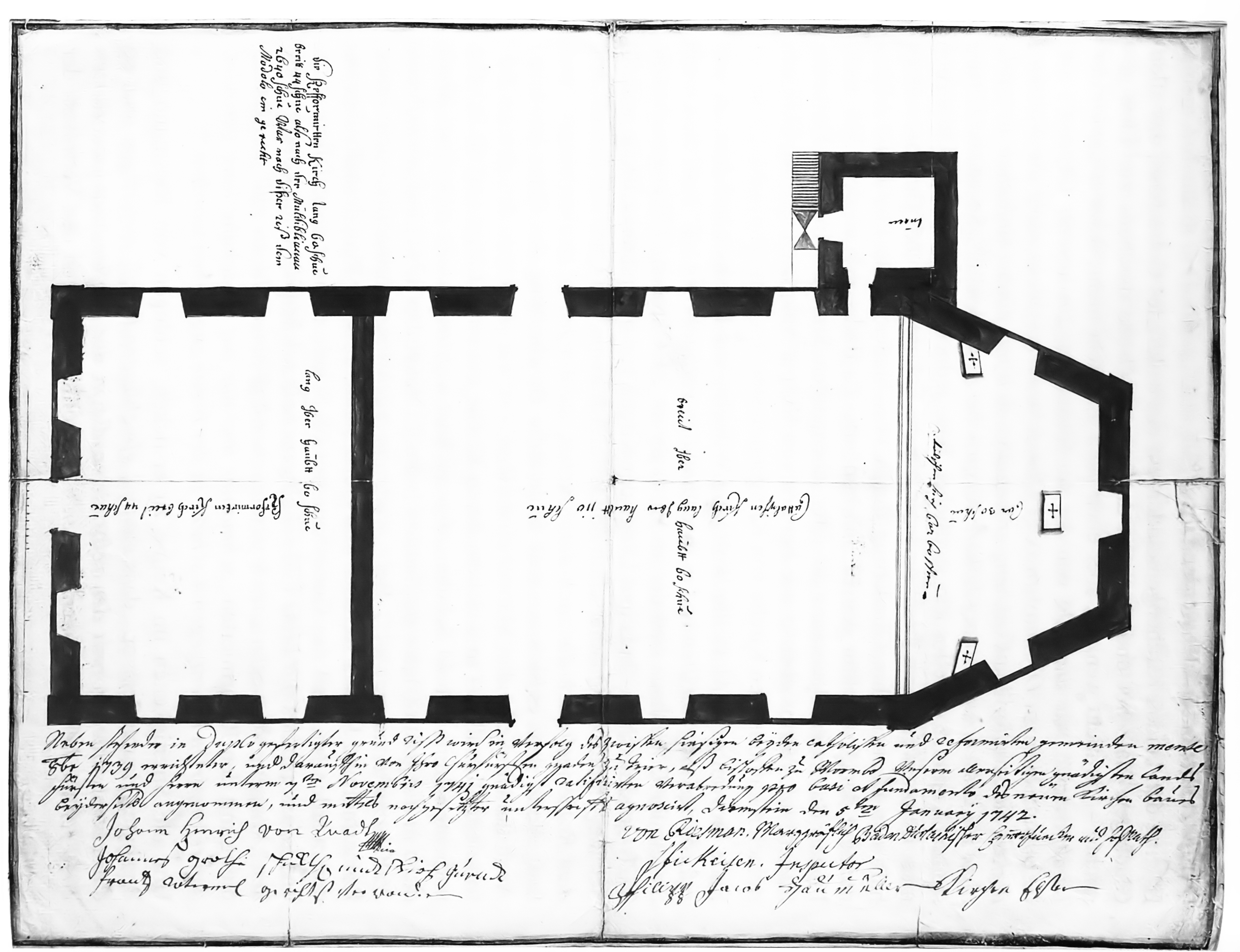
Endgültige Grundrissskizze (1741/42) für die Laurentiuskirche

Zusammen mit seinem Schwiegervater Balthasar Nick war Rothermel maßgeblich am Wiederaufbau Dirmsteins in der ersten Hälfte des 18. Jahrhunderts beteiligt, nachdem das Dorf 1689 im Pfälzischen Erbfolgekrieg durch französische Truppen niedergebrannt worden war. In den Quellen wird Rothermel „Maurer“ genannt; diese Berufsbezeichnung galt nach damaligem Sprachgebrauch für einen Bauunternehmer und Architekten.
Als seine bedeutendste Leistung gilt, dass er zwischen 1742 und 1746 den Bau der Laurentiuskirche plante und ausführte. Aus Kostengründen modifizierte und vereinfachte er dafür den 2. Bauplan, den 1741 der bekannte Kirchenbaumeister Balthasar Neumann für den Bauherrn, den Wormser Fürstbischof Franz Georg von Schönborn, angefertigt hatte.
Rothermel wird auch der Bau seines eigenen Wohnhauses zugeschrieben, das heute nach ihm Franz Rothermels Haus genannt wird. Infolge schlecht leserlicher Handschrift auf dem Ortsplan von 1746 war das Anwesen, das wohl in den 1730er Jahren errichtet wurde, zunächst fehlerhaft Franz Roth Domels Haus genannt worden. Es steht unter Denkmalschutz und wurde in den Jahren nach 2000 restauriert.